# 낸시 (가수)
낸시(Nancy, 본명: 낸시 조월 맥다니 (Nancy Jewel McDonie), 2000년 4월 13일~)는 대한민국, 미국의 가수, 배우이다. 걸 그룹 모모랜드의 일원이며, 리드보컬과 서브래퍼, 리드댄서를 맡았다.

## 학력
- 효자초등학교 (졸업)
- 중학교 졸업학력 검정고시 (합격)
- 고등학교 졸업학력 검정고시 (합격)
- 한림연예예술고등학교 뮤지컬과 (졸업)
- 성신여자대학교 미디어영상연기학과 (재학)

## 주요 이력
낸시의 부모로는 미국인 아버지 리처드 리 맥다니(Richard Lee McDonie, 1963년 9월 14일 미국 오하이오 주 콜럼버스 출생이며 예비역 미국 육군 중령 출신)와 한국인 어머니 이명주(李明珠, 1970년 7월 30일 경기도 용인 출생)가 있고 형제자매로는 언니 브렌다 조월 맥다니(Brenda Jowel McDonie, 1998년 11월 11일 미국 워싱턴 주 시애틀 출생, 클래식 음악 비올리스트)가 있다. 그녀는 대한민국 대구광역시 북구 칠곡지구에서 출생하였으며. 생후 8개월이던 2000년 12월, 당시 아버지가 마지막 장교 복무 부임을 받은 미국 수도 워싱턴 D.C.로 건너갔고 생후 16개월이던 2001년 8월, 아버지 리처드 조월 맥다니(Richard Jowel McDonie)가 예비역 미국 육군 중령으로 전역하였으며 그 후 2002년 1월에 일가족과 함께 미국 워싱턴 시티를 떠나 2살 때인 2002년 1월에서 2002년 3월까지 아일랜드 더블린에서 2개월간 잠시 유아기를 보낸 적이 있다. 2002년 3월에서 2002년 6월까지 3개월간 영국 런던에서 잠시 유아기를 보낸 적이 있고 2002년 6월에서 2002년 12월까지 아버지 고향 미국 오하이오 주 콜럼버스에서 잠시 유아기를 보낸 적이 있는 그녀는 이후 2002년 12월에서 2008년 12월까지 6년간을 미국 오하이오주에서 거주했고 이후 2008년 12월에서 2009년 1월까지 대한민국 경상북도 칠곡에서 한 달을 잠시 지낸 후 2009년 1월에서 2009년 3월까지 2개월간 대한민국 대구에서 잠시 지냈다. 즉, 출생 후 8개월간 일가족을 따라 미국에 건너간 이후 대한민국 나이로 2세 때 2개월간 아일랜드에서, 3개월간 영국에서 살았고 그 직후 2세에서 6세까지 총 6년 6개월을 미국에서 지내는 등 8년을 해외 국가에서 지냈다. 그녀는 대한민국 귀국 이후 2009년 대한민국에서 뮤지컬배우로 데뷔하였다.
낸시는 미국 시민권 법률과 1998년 개정된 대한민국의 부모양계주의 국적법에 따라 선천적인 대한민국, 미국의 복수국적이다. 여담이지만 2010년 5월 4일부터 선천적인 복수국적 여성은 만 22세 전까지 '외국 국적 불행사 서약'을 하면 복수 국적을 허용하도록 대한민국 국적법이 개정되었다. 한국 이름은 이승리였으나 2019년 4월 22일 셀럽티비에서 직접 '이그루'가 새로 생긴 한글 이름이라고 언급하였다.

## 출연작

### TV 방송
- EBS 《한글기차 치포》
- tvN 《코리아 갓 탤런트》
- 투니버스 《막이래쇼 - 시즌 2~5》
- MBC 《세바퀴》
- EBS 《만들어 볼까요》
- EBS 《청소년 리얼체험 땀》
- 투니버스 《난감스쿨 - 시즌 2》
- KBS 《별친구》
- 투니버스 《김구라 김동현의 김부자쇼》
- 투니버스·온게임넷 《소원의 섬 캐릭 아일랜드》
- JTBC 《유자식 상팔자》
- Mnet 《SURVIVAL MOMOLAND를 찾아서》
- K-STAR 《아이돌 연기대결 내가 배우다》
- 아리랑 TV 《Pops in Seoul》 - VJ(with 데이지 of 모모랜드)
- MBC 뮤직 《모모랜드의 사이판랜드》
- ABS-CBN 《소울 메이트 프로젝트》
- JTBC 《아는형님》

### 웹예능
- 유튜브 《노빠꾸 탁재훈 탁스패치》

## 음반

### 기타 음반
| 앨범 정보                  | 발매일           | 가수                                    | 수록곡 |
| -------------------------- | ---------------- | --------------------------------------- | ------ |
| 인기가요 뮤직크러쉬 Part 2 | 2016년 11월 27일 | 써니걸스 (낸시, 은하, 유아, 나영, 성소) | Taxi   |